# Campionati europei di nuoto 2010 - 5 km a squadre
La gara si è svolta il 6 agosto 2010 e vi hanno partecipato 9 nazioni.

## Medaglie
| Posizione | Oro                                                     | Argento                                    | Bronzo                                            |
| --------- | ------------------------------------------------------- | ------------------------------------------ | ------------------------------------------------- |
| Paese     | Grecia                                                  | Italia                                     | Russia                                            |
| Atleti    | Spyridōn Gianniōtīs Antonios Fokaidis Kalliopi Araouzou | Simone Ercoli Simone Ruffini Rachele Bruni | Sergej Bol'šakov Daniil Serebrennikov Anna Guseva |

## Classifica
| Pos. | Nazione   | Atleti                                                                                  | Tempo     |
| ---- | --------- | --------------------------------------------------------------------------------------- | --------- |
|      | Grecia    | Spyridōn Gianniōtīs (59'00"8) Antonios Fokaidis (59'02"6) Kalliopi Araouzou (59'03"0)   | 59'03"0   |
|      | Italia    | Simone Ercoli (59'53"8) Simone Ruffini (59'54"0) Rachele Bruni (59'55"6)                | 59'55"6   |
|      | Russia    | Sergej Bol'šakov (59'57"6) Daniil Serebrennikov (59'59"4) Anna Guseva (59'59"5)         | 59'59"5   |
| 4    | Germania  | Jan Wolfgarten (1h00'11"3) Nadine Reichert (1h00'13"3) Thomas Lurz (1h00'13"5)          | 1h00'13"5 |
| 5    | Spagna    | Diego Nogueira (1h01'08"6) Héctor Ruiz (1h01'08"6) Yurema Requena (1h01'09"7)           | 1h01'09"7 |
| 6    | Rep. Ceca | Jan Posmourny (1h01'08"6) Rostislav Vitek (1h01'08"9) Jana Pechanova (1h01'10"2)        | 1h01'10"2 |
| 7    | Francia   | Julien Codevelle (1h02'19"3) Julien Sauvage (1h02'19"5) Ophelie Aspord (1h02'20"0)      | 1h02'20"0 |
| 8    | Svizzera  | Stefan Sigrist (1h02'53"1) Jovan Mitrovic (1h02'54"5) Iris Matthey (1h02'56"5)          | 1h02'56"5 |
| 9    | Ucraina   | Igor Chervynskyi (1h04'12"1) Kostyantyn Ukradyga (1h04'12"8) Anna Berbasova (1h04'13"1) | 1h04'13"1 |